# Vallariopsis
Vallariopsis là chi thực vật có hoa trong họ Apocynaceae.